# Port lotniczy Portimão
Port lotniczy Portimão – port lotniczy położony w mieście Portimão (Portugalia). Obsługuje połączenia krajowe.

## Linie lotnicze i połączenia
| Linia Lotnicza | Kierunek                                     |
| -------------- | -------------------------------------------- |
| Sevenair       | 1. Bragança 2. Cascais 3. Vila Real 4. Viseu |